# Cibuniasih
Cibuniasih is een bestuurslaag in het regentschap Tasikmalaya van de provincie West-Java, Indonesië. Cibuniasih telt 3917 inwoners (volkstelling 2010).